# Ride or Die (Sevdaliza e Villano Antillano)
Ride or Die è un singolo della cantante iraniano-olandese Sevdaliza e della rapper portoricana Villano Antillano, pubblicato il 22 giugno 2023.

## Descrizione
Ride or Die, descritta come una canzone pop urban, è diventa virale dopo l'uscita di un remix inciso assieme alla rapper dominicana Tokischa e diffuso nell'aprile 2024. Tale versione è stata candidata per l'MTV MIAW all'inno virale.

## Video musicale
Un lyric video a supporto del remix è stato reso disponibile in concomitanza con la sua uscita attraverso il canale YouTube di Sevdaliza.

## Tracce
Testi e musiche di Sevda Alizadeh, Villana Santiago Pacheco e Mathias Janmaat, eccetto dove indicato.
Download digitale, streaming
1. Ride or Die – 3:04

Download digitale, streaming
1. Ride or Die, Pt. 2 (con Tokischa) – 2:38 (testo: Sevda Alizadeh, Villana Santiago Pacheco, Tokischa Altagracia Peralta, Mathias Janmaat – musica: Sevda Alizadeh, Villana Santiago Pacheco, Mathias Janmaat)

## Formazione
- Sevdaliza – voce
- Villano Antillano – voce
- Tokischa – voce
- Mathias Janmaat – produzione

## Successo commerciale
Ride or Die, Pt. 2 ha segnato il primo ingresso di Sevdaliza nella Hot Latin Songs, dove ha raggiunto la 43ª posizione.

## Classifiche
| Classifica (2024-25) | Posizione massima |
| -------------------- | ----------------- |
| Argentina            | 90                |
| Bolivia              | 7                 |
| Ecuador              | 8                 |
| Grecia               | 77                |
| Messico              | 13                |
| Panama               | 19                |
| Spagna               | 65                |

## Date di pubblicazione
| Paese | Data           | Formato                      | Versione  | Etichetta                          | Nota   |
| ----- | -------------- | ---------------------------- | --------- | ---------------------------------- | ------ |
| Mondo | 22 giugno 2023 | Download digitale, streaming | Originale | Twisted Elegance, La Buena Fortuna | [ 16 ] |
| Mondo | 18 aprile 2024 | Download digitale, streaming | Pt. 2     | Twisted Elegance, La Buena Fortuna | [ 17 ] |